# توني فال
توني فال (بالإنجليزية: Tony Fall)‏ هو سائق رالي بريطاني، ولد في 23 مارس 1940 في برادفورد في المملكة المتحدة، وتوفي في 1 ديسمبر 2007 في تنزانيا بسبب نوبة قلبية.

## روابط خارجية
- توني فال على موقع eWRC-results.com (الإنجليزية)